# Filialkirche Wildungsmauer

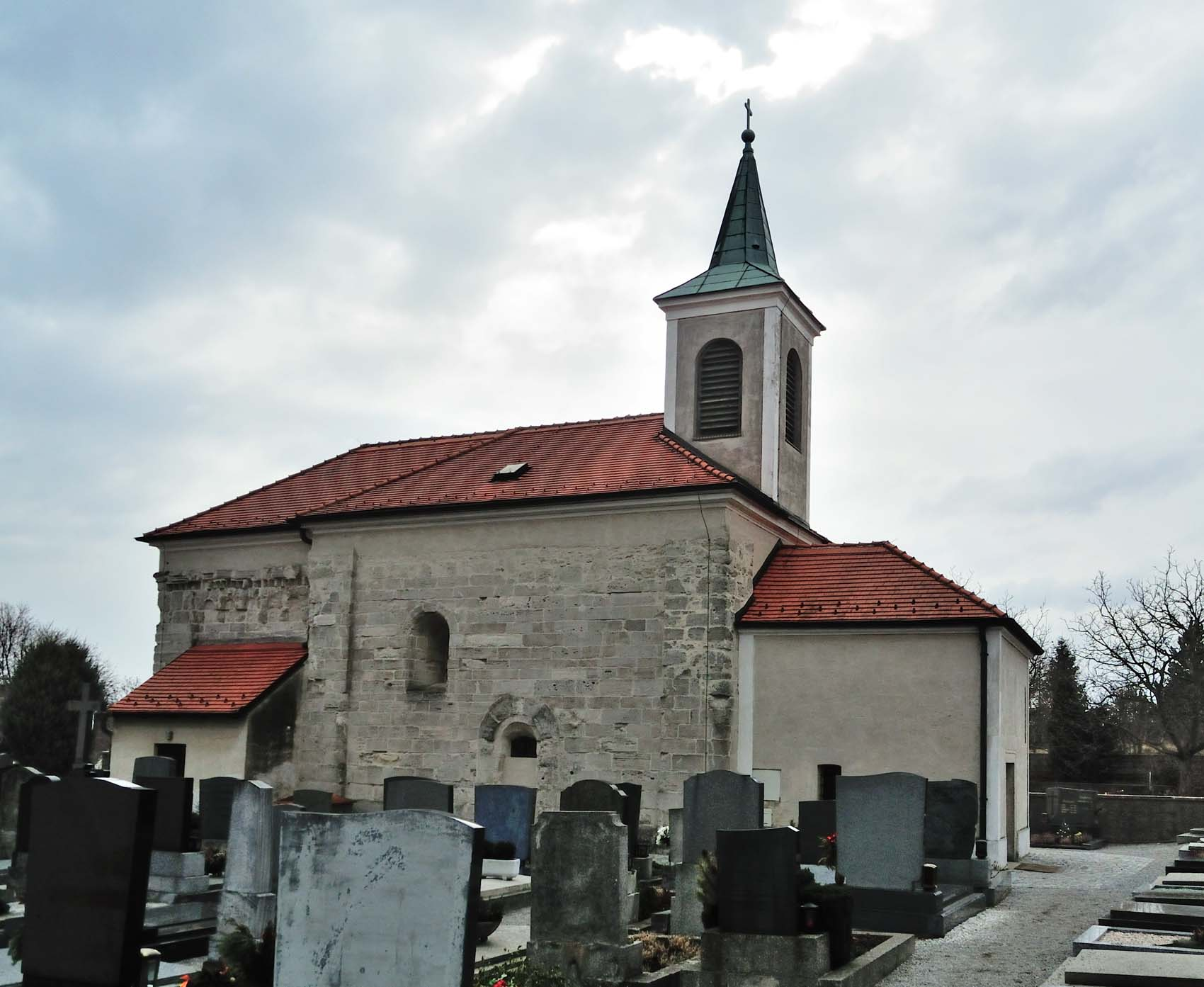
Filialkirche hl. Nikolaus in Wildungsmauer

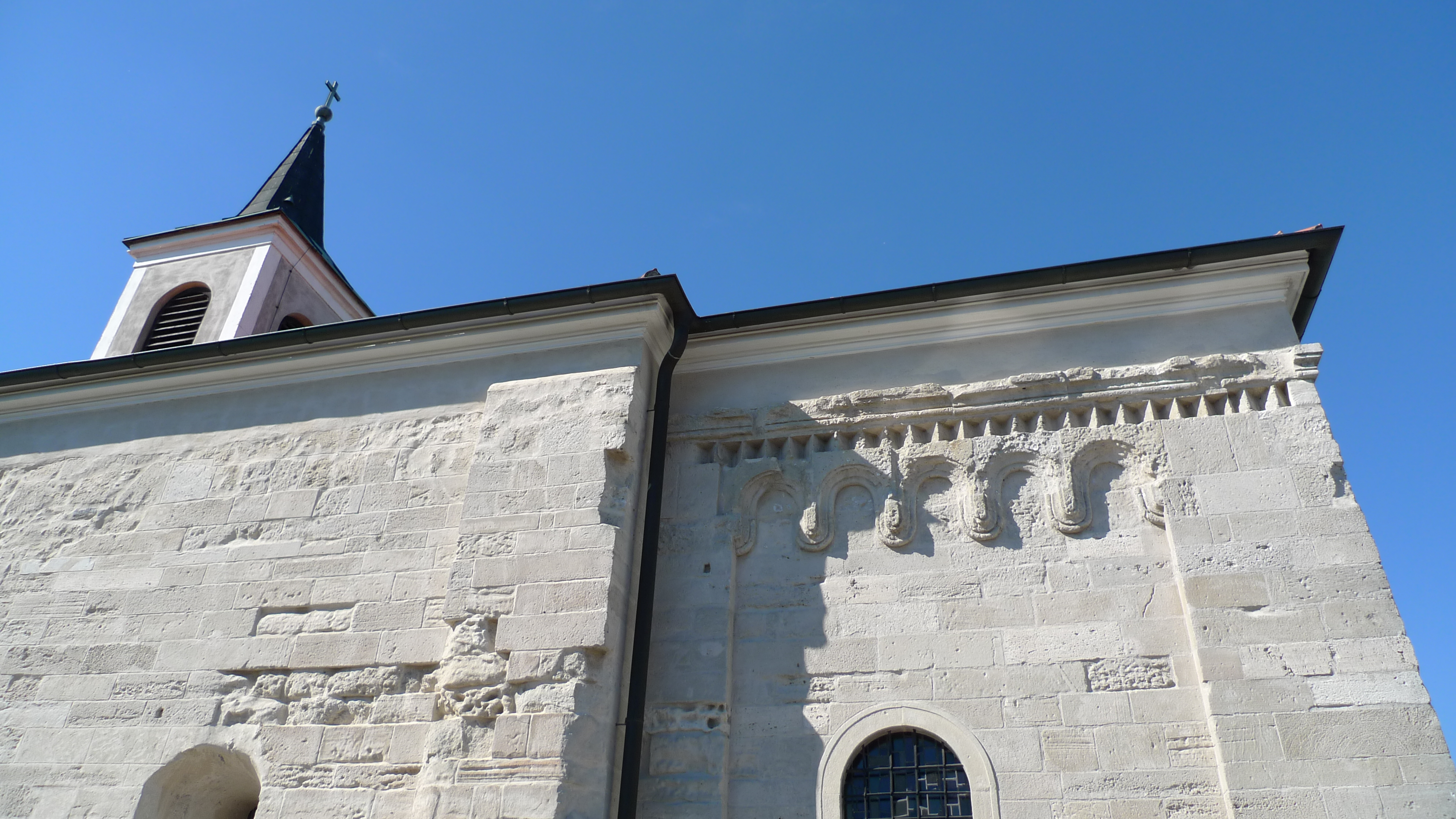
Südostfassade mit Apsis und Rundbogenfries

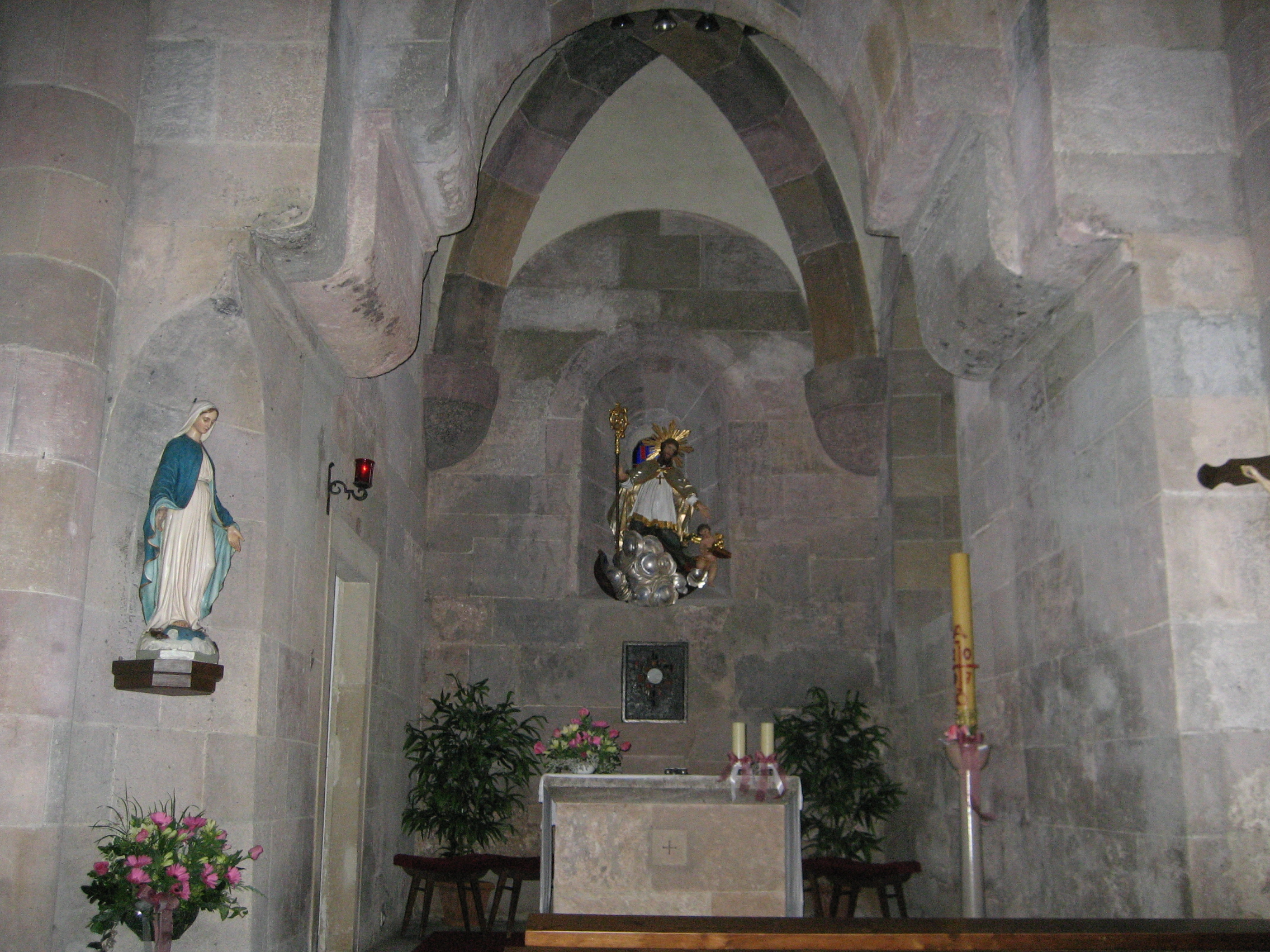
Altarraum

Die römisch-katholische Filialkirche Wildungsmauer steht in der Ortschaft Wildungsmauer in der Gemeinde Scharndorf im Bezirk Bruck an der Leitha in Niederösterreich. Die dem Patrozinium des heiligen Nikolaus von Myra unterstellte Filialkirche der Pfarrkirche Regelsbrunn gehört zum Dekanat Hainburg im Vikariat Unter dem Wienerwald der Erzdiözese Wien. Die Kirche steht unter Denkmalschutz (Listeneintrag).

## Lage
Die Kirche steht etwas erhöht im Norden über dem rechten südlich zwischen Steilufern der Donau auf einem Geländesporn hoch über dem Ort Wildungsmauer. Sie ist von einem Friedhof mit Kirchhofmauern umgeben. Der Landstrich gehört zum ehemaligen Limes bezogen auf Carnuntum. Der Donaustrom ist von der Lage der Kirche gut einsehbar und befindet sich ca. 36 m über dem Fluss. Im Osten der Kirche befindet sich der Ortsgraben zur Donau.

## Geschichte
Die Grundmauern der Kirche stehen auf den Fundamenten eines römischen Kastells. Aus einer ehemaligen Burgkapelle wurde um 1200 eine romanische Saalkirche mit leicht längsrechteckigem Choir gebaut. 1544 wurde die Kirche laut Urkunde eine Filialkirche von Petronell und im Jahre 1783 eine Filiale von Regelsbrunn.

## Architektur

### Kirchenäußeres
Der Kirchenbau hat im Verhältnis zu seiner Größe und Lichte eine übermäßige Mauerstärke, nach einer Bauanalyse mit Klafter und Fuß (1 Fuß = 0,296 m) durch Erwin Reidinger kann auf einen Gründungsbau mit einer Mauerstärke von 3 Fuß geschlossen werden, der später innen und außen mit 1,5 Fuß ummauert wurde, was eine Mauerstärke von einem Klafter ergibt. Das ergibt auch ein umschriebenes Rechteck des Gründungslanghauses mit 8 × 4 Klafter. Das Langhaus bezieht sich zum Rechteckchor im Verhältnis 2:1, der Chor ist beidseits mit 2,5 Fuß eingezogen. Die Achsen von Langhaus und Chor sind ident, weshalb kein Achsknick vorliegt. Im Zuge der inneren und äußeren Ummauerung der Kirche wurde das Gewölbe des Triumphbogens zwar erneuert und mit dem Durchmesser von 1 Klafter belassen aber durch eine beidseitige Abtreppung von 1,5 Fuß der Durchgang erweitert bzw. vergrößert.
Der Kirchenbau wurde 1817 um zirka 60 Zentimeter erhöht und mit einem einheitlichen Dach versehen, das an der West- und Ostseite abgewalmt ist. Die Quadermauern der Kirche sind steinsichtig, an der Nordseite ist die Wand geschlemmt. Der Sockel ist steil profiliert, darüber wird das Quadermauerwerk von Ecklisenen gerahmt sowie von sechs tiefen rundbogigen Trichterfenstern durchbrochen, das südliche Chorfenster wurde 1817 vergrößert. Am Langhaus befindet sich nordseitig ein 1817 abgemauertes, gangartiges romanisches Rundbogenportal, das stufen- und kämpferlos ist. Es führte zur ehemals angeschlossenen Burg. Das Portal wird von einem großen Wulst gerahmt. Unter der Traufe des Chores zieht sich ein romanisches Rundbogenfries mit Zahnschnitt.
Im Westen wurde eine kreuzgratgewölbte Portalvorhalle angebaut. Am Langhausdach wurde 1848 im Westen ein gemauerter Dachreiter mit Spitzhelm errichtet. An den Chor schließt im Norden die Sakristei an.

### Kircheninneres
Das Langhaus und der etwas niedrigere Chor haben Kreuzgewölbe mit breiten Bandrippen, die auf Halbsäulen mit Kapitellen liegen. Die Joche im Langhaus sind durch Gurtbögen getrennt. Der tiefe Triumphbogen besteht aus einem Rundbogen auf Kragsteinen. Die zweiachsige, kreuzgratgewölbte Westempore liegt auf den zwei Gurtbögen mit einem quadratischen Pfeiler in der Mitte und zwei starken Wandpfeilern an den Außenwänden.
Die ornamentale Glasmalerei stammt aus dem dritten Viertel des 20. Jahrhunderts.

## Einrichtung
Der Volksaltar besteht aus alten historischen Quaderblöcken in sekundärer Verwendung. Im östlichen Fenstergewände steht eine Statue des hl. Nikolaus mit einem Schiff im Wolkenhimmel aus dem zweiten Viertel des 18. Jahrhunderts. Sie stammt vom ehemaligen Hochaltar. Es gibt eine volkstümliche, barocke Pietà aus der Mitte des 18. Jahrhunderts.
Eine Glocke goss 1693 Jakob de Romet.